# Reutov
Reutov (em russo: Реу́тов) é uma cidade da Rússia situada no óblast de Moscou. Localiza-se ao sul da cidade de Moscou, e tem uma população de cerca de 87,314 habitantes (2010). 

## Cidades-irmãs
Reutov é geminada com as seguintes cidades: 
- Mansfield, Reino Unido
- Nesvizh, Bielorrússia

## Esporte
A cidade de Reutov foi a sede do FC Titan Reutov, que participa do Campeonato Russo de Futebol. Também é a sede do FC Reutov, que joga de mandante no Estádio Start.